# Beldorf
Beldorf er en kommune og en by i det nordlige Tyskland, beliggende i Amt Mittelholstein i den sydlige del af Kreis Rendsborg-Egernførde. Kreis Rendsborg-Egernførde ligger i den centrale del af delstaten Slesvig-Holsten.

## Geografi
Beldorf ligger omkring 17 km sydvest for Heide på begge sider af Kielerkanalen, med byen liggende på sydsiden. 5 km vest for Beldorf løber Bundesautobahn 23 fra Hamborg mod Heide. Jernbanen Büsum–Heide–Neumünster løber gennem kommunen, og krydser kanalen på Grünentaler Hochbrücke.